# Croix-Mare
Croix-Mare település Franciaországban, Seine-Maritime megyében. Lakosainak száma 713 fő (2022. január 1.). Croix-Mare Blacqueville, Écalles-Alix, Flamanville, Mesnil-Panneville, Motteville, Saint-Clair-sur-les-Monts, Touffreville-la-Corbeline és Saint-Martin-de-l'If községekkel határos.

## Népesség
A település népességének változása:
| Lakosok száma | 778  | 796  | 809  | 803  | 781  | 757  | 733  | 719  | 713  |
|               | 2013 | 2015 | 2016 | 2017 | 2018 | 2019 | 2020 | 2021 | 2022 |